# Moreni
Moreni é uma cidade da Roménia com 22.868 habitantes, localizada no judeţ (distrito) de Dâmboviţa.